# New Zealand National League
La New Zealand National League è la massima competizione calcistica della Nuova Zelanda. È organizzata dalla Federazione calcistica neozelandese.
Creato nel 1970, nel 2004 il torneo è stato riorganizzato con il nome di New Zealand Football Championship, passando formalmente al professionismo . Similmente a quanto accade in Australia e in America del Nord, fino al 2019 non esistevano retrocessioni e promozioni. Le squadre che prendevano parte al torneo erano costituite da dieci franchigie (nove in alcune stagioni passate), ciascuna delle quali affronta ognuna delle altre due volte. Le prime quattro classificate alla fine della stagione regolare accedevano ai play-off. Per la coppa nazionale invece, concorrono i singoli club.
Alla Federazione calcistica neozelandese fino alla stagione 2013-2014 non hanno aderito i Wellington Phoenix, che giocano nella prima divisione australiana; dal 2014-2015 partecipano con una squadra di riserve. In passato, anche un'altra squadra neozelandese, i New Zealand Knights (società estinta nel 2007), militava nel campionato australiano.
Dall'estate 2021, con lo scopo di favorire i vivai locali, è stata attuata una profonda riorganizzazione del campionato, con una prima fase regionale e una successiva nazionale.
Le squadre (non più franchigie, salvo eccezioni) sono divise in tre regioni: Northern  (corrispondente principalmente a all'area di Auckland), Central (sostanzialmente il resto dell'Isola del Nord) e Southern (l'Isola del Sud) che disputano il campionato regionale, Le squadre meglio classificate (rispettivamente le prime 4, 3 e 2) disputano poi il torneo Nazionale, insieme con le squadre riserve del Wellington Phoenix e, a partire dal 2025, dell'Auckland FC.
Nel corso del primo campionato, l'epidemia di COVID-19 che ha colpito in particolar modo la zona di Auckland ha causato il termine anticipato del campionato Northern e l'annullamento della fase nazionale, sostituita da un torneo Interregionale Centro-Sud, vinto dai Miramar Rangers.

## Squadre 2025
| Northern League      |
| -------------------- |
| Auckland City        |
| Auckland FC Reserves |
| Auckland United      |
| Bay Olympic          |
| Birkenhead United    |
| East Coast Bays      |
| Eastern Suburbs      |
| Fencibles United     |
| Manurewa             |
| Tauranga City        |
| West Coast Rangers   |
| Western Springs      |

| Central League              |
| --------------------------- |
| Island Bay United           |
| Miramar Rangers             |
| Napier City Rovers          |
| North Wellington            |
| Petone                      |
| Upper Hutt City             |
| Waterside Karori            |
| Wellington Olympic          |
| Wellington Phoenix Reserves |
| Western Suburbs             |

| Southern League          |
| ------------------------ |
| Cashmere Technical       |
| Christchurch United      |
| Coastal Spirit           |
| Dunedin City Royals      |
| Ferrymead Bays           |
| Nelson Suburbs           |
| Nomads United            |
| Selwyn United            |
| University of Canterbury |
| Wānaka                   |

## Albo d'oro

### Primi anni (Girone all'Italiana)
| Stagione | Campione               | Vicecampione        |
| -------- | ---------------------- | ------------------- |
| 1970     | Blockhouse Bay         | Eastern Suburbs     |
| 1971     | Eastern Suburbs        | Mount Wellington    |
| 1972     | Mount Wellington       | Blockhouse Bay      |
| 1973     | Christchurch United    | Mount Wellington    |
| 1974     | Mount Wellington       | Christchurch United |
| 1975     | Christchurch United    | North Shore Utd     |
| 1976     | Wellington Diamond Utd | Mount Wellington    |
| 1977     | North Shore Utd        | Stop Out            |
| 1978     | Christchurch United    | Mount Wellington    |
| 1979     | Mount Wellington       | Christchurch United |
| 1980     | Mount Wellington       | Gisborne City       |
| 1981     | Wellington Diamond Utd | Dunedin City        |
| 1982     | Mount Wellington       | North Shore Utd     |
| 1983     | Manurewa               | North Shore Utd     |
| 1984     | Gisborne City          | Papatoetoe          |
| 1985     | Wellington Utd         | Gisborne City       |
| 1986     | Mount Wellington       | Miramar Rangers     |
| 1987     | Christchurch United    | Gisborne City       |
| 1988     | Christchurch United    | Mount Wellington    |
| 1989     | Napier City Rovers     | Mount Wellington    |
| 1990     | Waitakere City         | Mount Wellington    |
| 1991     | Christchurch United    | Miramar Rangers     |
| 1992     | Waitakere City         | Waikato             |

### Con torneo finale
| Stagione | Campione           | Risultato della finale | Vicecampione       |
| -------- | ------------------ | ---------------------- | ------------------ |
| 1993     | Napier City Rovers | 4-3 (dts)              | Waitakere City     |
| 1994     | North Shore Utd    | 3-1                    | Napier City Rovers |
| 1995     | Waitakere City     | 4-0                    | Waikato            |
| 1996     | Waitakere City     | 5-2                    | Miramar Rangers    |
| 1997     | Waitakere City     | 3-1                    | Napier City Rovers |
| 1998     | Napier City Rovers | 5-2                    | Central Utd        |
| 1999     | Central Utd        | 3-1                    | Dunedin Technical  |
| 2000     | Napier City Rovers | 0-0 (4-2 dcr)          | Mount Wellington   |
| 2001     | Central Utd        | 3-2                    | Miramar Rangers    |
| 2002     | Miramar Rangers    | 3-1                    | Napier City Rovers |
| 2003     | Miramar Rangers    | 3-2                    | East Auckland      |
| 2004     | Non terminato      | Non terminato          | Non terminato      |

### New Zealand Football Championship (NZFC)
| Stagione             | Campione        | Risultato       | Vicecampione    | Vincitore Regular Season |
| -------------------- | --------------- | --------------- | --------------- | ------------------------ |
| 2004-2005 (Dettagli) | Auckland City   | 3 - 2           | Waitakere Utd   | Auckland City            |
| 2005-2006 (Dettagli) | Auckland City   | 3 - 3 (4-3 dcr) | Canterbury Utd  | Auckland City            |
| 2006-2007 (Dettagli) | Auckland City   | 3 - 2           | Waitakere Utd   | Waitakere Utd            |
| 2007-2008 (Dettagli) | Waitakere Utd   | 2 - 0           | Team Wellington | Waitakere Utd            |
| 2008-2009 (Dettagli) | Auckland City   | 2 - 1           | Waitakere Utd   | Waitakere Utd            |
| 2009-2010 (Dettagli) | Waitakere Utd   | 3 - 1           | Canterbury Utd  | Auckland City            |
| 2010-2011 (Dettagli) | Waitakere Utd   | 3 - 2           | Auckland City   | Waitakere Utd            |
| 2011-2012 (Dettagli) | Waitakere Utd   | 4 - 1           | Team Wellington | Auckland City            |
| 2012-2013 (Dettagli) | Waitakere Utd   | 4 - 3 (dts)     | Auckland City   | Waitakere Utd            |
| 2013-2014 (Dettagli) | Auckland City   | 1 - 0           | Team Wellington | Auckland City            |
| 2014-2015 (Dettagli) | Auckland City   | 2 - 1           | Hawke’s Bay Utd | Auckland City            |
| 2015-2016 (Dettagli) | Team Wellington | 4 - 2 (dts)     | Auckland City   | Auckland City            |
| 2016-2017 (Dettagli) | Team Wellington | 2 - 1           | Auckland City   | Auckland City            |
| 2017-2018 (Dettagli) | Auckland City   | 1 - 0           | Team Wellington | Auckland City            |
| 2018-2019 (Dettagli) | Eastern Suburbs | 3 - 0           | Team Wellington | Auckland City            |
| 2019-2020 (Dettagli) | Auckland City   | Interrotto      | Team Wellington | Auckland City            |
| 2020-2021 (Dettagli) | Team Wellington | 4 - 2           | Auckland City   | Auckland City            |

### New Zealand National League
| Stagione | Campione           | Risultato della finale | Vicecampione       |
| -------- | ------------------ | ---------------------- | ------------------ |
| 2022     | Auckland City      | 3 - 2                  | Wellington Olympic |
| 2023     | Wellington Olympic | 2 - 0                  | Auckland City      |
| 2024     | Auckland City      | 2 - 1 (dts)            | Birkenhead Utd     |

## Vittorie per squadra
| Squadra             | Città            | Vitt. | Anni                                                                               |
| ------------------- | ---------------- | ----- | ---------------------------------------------------------------------------------- |
| Auckland City       | Auckland         | 10    | 2004-05, 2005-06, 2006-07, 2008-09, 2013-14, 2014-15, 2017-18, 2019-20, 2022, 2024 |
| Mount Wellington    | Auckland         | 6     | 1972, 1974, 1979, 1980, 1982, 1986                                                 |
| Christchurch United | Christchurch     | 6     | 1973, 1975, 1978, 1987, 1988, 1991                                                 |
| Waitakere Utd       | Waitakere        | 5     | 2007-08, 2009-10, 2010-11, 2011-12, 2012-13                                        |
| Waitakere City      | Waitakere        | 5     | 1990, 1992, 1995, 1996, 1997                                                       |
| Napier City Rovers  | Napier           | 4     | 1989, 1993, 1998, 2000                                                             |
| Wellington Utd      | Wellington       | 3     | 1976, 1981, 1985                                                                   |
| Team Wellington     | Wellington       | 3     | 2015-16, 2016-17, 2020-21                                                          |
| North Shore Utd     | North Shore City | 2     | 1977, 1994                                                                         |
| Central Utd         | Auckland         | 2     | 1999, 2001                                                                         |
| Miramar Rangers     | Wellington       | 2     | 2002, 2003                                                                         |
| Eastern Suburbs     | Auckland         | 2     | 1971, 2018-19                                                                      |
| Gisborne City       | Gisborne         | 1     | 1984                                                                               |
| Manurewa            | Auckland         | 1     | 1983                                                                               |
| Bay Olympic         | Auckland         | 1     | 1970                                                                               |
| Wellington Olympic  | Wellington       | 1     | 2023                                                                               |

## Migliori marcatori
| Stagione  | Capocannoniere      | Squadra         | Reti |
| 2007-2008 | Graham Little       | Team Wellington | 13   |
| 2008-2009 | Luis Corrales       | Team Wellington | 12   |
| 2009-2010 | Seule Soromon       | YoungHeart      | 11   |
| 2010-2011 | Allan Pearce        | Waitakere Utd   | 12   |
| 2011-2012 | George Slefendorfas | Canterbury Utd  | 12   |
| 2012-2013 | Roy Krishna         | Waitakere Utd   | 12   |
| 2013-2014 | Emiliano Tade       | Auckland City   | 12   |
| 2014-2015 | Ryan Tinsley        | Hawke’s Bay Utd | 11   |
| 2015-2016 | Ryan De Vries       | Auckland City   | 15   |
| 2016-2017 | Tom Jackson         | Team Wellington | 16   |
| 2017-2018 | Emiliano Tade       | Auckland City   | 16   |
| 2018-2019 | Callum McCowatt     | Eastern Suburbs | 16   |
| 2020-2021 | Hamish Watson       | Team Wellington | 15   |